# Politisches System der Islamischen Republik Iran

Wappen der Islamischen Republik Iran

Die Islamische Republik Iran besteht seit dem 1. April 1979. Das politische System der Islamischen Republik Iran enthält demokratische und theokratische Elemente. Grundlage des bestehenden Staates ist die iranische Verfassung. Höchstes Staatsamt ist der Führer (Rahbar). An der Spitze der Regierung steht der Präsident. Da nach dem Regierungssystem des Welāyat-e Faqih die politische Macht bzw. die Regierung nicht vom Volk, sondern in der Erwartung auf den in der Verborgenheit weilenden Imam Mahdi, dem zwölften Imam, von Allah ausgeht, wird Iran häufig als Gottesstaat bezeichnet.

## Ideologische Grundlagen
Das politische System der Islamischen Republik Iran beruht auf einer Ausarbeitung des Ajatollahs Ruhollah Chomeini. Chomeini erarbeitete im irakischen Exil in Nadschaf das Konzept der Welāyat-e Faqih ('Statthalterschaft des Rechtsgelehrten'). Die heutige Verfassung entspricht diesem Konzept in weiten Teilen. Der Begriff der Welayat-e Faqih geht auf Mullah Ahmad Naraghi († 1829) aus Ghom zurück. In seinem auf Arabisch verfassten Buch Avaed-al Ayam erklärt Naraghi, dass während der Abwesenheit des 12. Imam der Faqih zwei Herrschaftsbereiche zukommen: Der erste Bereich erstreckt sich auf alles, was den Propheten und die Imame betrifft; der zweite Bereich erstreckt sich auf die Ausgestaltung der Religion und der sozialen Lebenswelt des Menschen. Naraghi nannte zehn Beispiele, in denen die Welāyat-e Faqih im weltlichen Bereich zum Tragen kommt, wie z. B. die treuhänderische Verwaltung des Vermögens von Waisen und geistig Behinderten, das Justizwesen usw.
Chomeini schuf mit seiner Ausarbeitung Welāyat-e Faqih ein Konzept, das den höchsten schiitischen Geistlichen damit beauftragt, die Rückkehr und damit die Herrschaft Mahdis durch Ausübung politischer Herrschaft vorzubereiten.
In Grundsatz 5 der iranischen Verfassung heißt es:

„In der Islamischen Republik Iran steht während der Abwesenheit des entrückten 12. Imam – möge Gott, dass er baldigst kommt – der Führungsauftrag [Imamat] und die Führungsbefugnis [welayat-e-amr] in den Angelegenheiten der islamischen Gemeinschaft dem gerechten, gottesfürchtigen, über die Erfordernisse der Zeit informierten, tapferen, zur Führung befähigten Rechtsgelehrten zu […]“

Das Konzept der Welāyat-e Faqih bricht mit der unpolitischen und quietistischen Tradition der Schia, die zuvor mit wenigen Ausnahmen in der schiitischen Geistlichkeit vorherrschte. Als ein Hauptvertreter dieser Position wird Großajatollah und mardschaʿ-e Taghlid Hossein Borudscherdi (1875–1961) genannt. Die Einmischung in die Politik ist nach der quietistischen Auffassung nicht vereinbar mit der zwölfer-schiitischen Überzeugung, nach der der entrückte 12. Imam Mahdi zurückkehren und als einzig legitimer Herrscher die muslimische Welt regieren wird. Jede Regierung während seiner Entrückung ist nach dieser Überzeugung nur eine Übergangsregierung, die durch nichts legitimiert ist und so sie sich als islamisch versteht sogar einen Widerspruch in sich enthält.
Chomeini war nicht der erste schiitische Geistliche, der eine Kontrolle der Gesetzgebung durch geistliche Führer anstrebte. Bereits während der konstitutionellen Revolution von 1906 bis 1911 war es Scheich Fazlollah Nuri, ein entschiedener Gegner der Konstitutionalisten, der einen von ihm ausgearbeiteten Verfassungszusatz zur Überprüfung aller Gesetze auf islamische Grundlage durch fünf Kleriker (Expertengremium) vorschlug, der dann auch Bestandteil der iranischen Verfassung wurde. Dieses Expertengremium konstituierte sich nie; Geistliche waren aber von Beginn an Parlaments-Abgeordnete und wirkten an der Gesetzgebung mit.
Dennoch ist das Welāyat-e Faqih ein „revolutionäres Novum“ für die Schia, da Chomeini und seine Anhänger in der Verfassung der Islamischen Republik Iran über ein Mitwirken der Geistlichkeit im Gesetzgebungsprozess hinausgingen. Dem obersten Rechtsgelehrten wurde die geistliche und politische Führung zugesprochen. Diese Regierung verstand sich zwar in der Erwartung des 12. Imam als Vertretungsregierung, forderte aber ausdrücklich die Notwendigkeit der Einheit von Politik und Religion. Nach Chomeinis Überzeugung konnte nur so sichergestellt werden, dass die Gesetze Gottes auch die Gesetze des Staates wurden und nur der oberste Vertreter der Imame schien ihm für diese Aufgabe geeignet.
Wegbereiter der iranischen Revolutionsideologie waren Dschalāl Āl-e Ahmad und sein Schüler Ali Schariati, die den intellektuellen Diskurs der 1960er Jahre prägten. Āl-e Ahmad veröffentlichte 1962 seinen einflussreichen Essay Gharbzadegi, in dem er die Verwestlichung Irans anprangert, die er zum Teil als Angriff interpretiert. Im Islam sah er „den einzigen vom westlichen Gift noch nicht befallenen Wert“. Chomeini bekannte später, dass er das Buch voller Bewunderung gelesen habe. Schariati war sowohl Gegner des demokratisch-kapitalistischen Westen als auch der kommunistischen Sowjetunion und trat für einen politischen Islam als dritten Weg ein. Er schuf dabei das sozialrevolutionäre Konzept der alidischen, „roten“ Schia als revolutionärer Bewegung, die er als reine, wahre und unverfälschte Schia beschreibt. Er grenzt sie ab von der safawidischen, „schwarzen“ Schia. Diese zeichne sich durch politische Untätigkeit aus in der getrauert und geklagt wird, anstatt gegen Unterdrückung aufzubegehren. Schariati prägte im Sinne dieser Position in seiner Schrift Das Martyrium (Schahâdat) einen Spruch, der zum Slogan der Islamischen Revolution wurde: „Jeder Ort ist Karbala, jeder Monat ist Muharram und jeder Tag ist Aschura“.

## Staatsaufbau
Nach Chomeini kann eine islamische Regierung weder despotisch noch totalitär sein. Sie sei vielmehr an die Verfassung gebunden und demokratisch. Allerdings bedeutet Demokratie hier nicht, dass das Parlament Gesetze nach dem Willen des Volkes verabschiedet, sondern allein aus dem Koran und der islamischen Tradition herleitet. In einem islamischen Staat ist ferner die für Rechtsstaaten kennzeichnende Gewaltenteilung in Legislative, Exekutive und Judikative aufgehoben. Als höchste institutionelle Instanz tagt ein religiöser Rat, der die Regierung über die entsprechenden islamischen Gesetze unterrichtet. Es gibt keine Trennung staatlicher und religiöser Gemeinschaft, vielmehr bilden beide eine Einheit. Im Einzelnen gestaltet sich der staatliche Aufbau Irans wie folgt:

### Ämter

#### Führer
Der Führer (Rahbar, auch „Oberster Rechtsgelehrter“) ist der höchste Amtsträger in Iran. Er ernennt die Hälfte der Mitglieder des Wächterrates sowie den obersten Richter des Landes. Dem Führer obliegt außerdem der Oberbefehl über die Streitkräfte und die Ernennung der Mitglieder des Schlichtungsrates.
Sollte es keine Person geben, die den Anforderungen der Verfassung gerecht wird, so wird das Amt von einer Versammlung aus drei oder fünf Personen ausgefüllt. Zur Ernennung des Obersten Führers oder der Versammlung wird alle acht Jahre durch das Volk ein Expertenrat gewählt, der seine Tätigkeiten überwacht und ihn theoretisch auch wieder absetzen kann.
Allerdings trifft der Wächterrat wie bei allen Wahlen in Iran eine Vorauswahl der Kandidaten. Aufgrund des großen Einflusses des Führers auf die Zusammensetzung des Wächterrates gilt eine Absetzung als nahezu unmöglich.
In der Verfassung von 1979 wird Ajatollah Chomeini explizit als Führer genannt, der die Kriterien erfüllt und folgerichtig die Herrschaft in Vertretung des 12. Imams antritt. Da Chomeini die entscheidende Führungspersönlichkeit der Islamischen Revolution verkörperte, wurde das Amt während seiner Regentschaft als Amt des Revolutionsführers bezeichnet.
Im Zuge der Verfassungsänderungen 1989 wurde der Hinweis entfernt, der Oberste Führer müsse von der Mehrheit der Gläubigen als geistige Autorität anerkannt werden. Stattdessen wurde mehr Gewicht auf politische Qualifikationen gelegt.

#### Präsident
Der Präsident leitet die Regierung des Landes. Er wird alle vier Jahre direkt vom Volk aus allen vom Wächterrat zugelassenen Kandidaten gewählt und darf maximal zwei aufeinander folgende Legislaturperioden amtieren. Die Präsidentschaftswahlen finden in der Regel zwei Jahre versetzt zu den Parlamentswahlen statt.
In der ursprünglichen Verfassung von 1979 waren die heutigen Kompetenzen des Präsidenten auf die Ämter des Präsidenten der Republik und des Premierministers aufgeteilt:
Der Premierminister stand an der Spitze der Regierung, koordinierte die Regierungsarbeit als Leiter des Ministerrates und schlug die Minister zu Beginn ihrer Amtszeit vor. Der Präsident war hingegen der Repräsentant des Staates, sein Amt war das höchste nach dem Führer. Er leitete die Exekutive, unterzeichnete internationale Verträge und bestimmte den Premierminister. Seit 1989 sind die Kompetenzen im Amt des Präsidenten vereint.
In jeder Legislaturperiode werden 10 bis 12 Vizepräsidenten ernannt, die jeweils für verschiedene Ressorts zuständig sind. Der erste Vizepräsident vertritt den Präsidenten und leitet bei dessen Abwesenheit die Regierungsgeschäfte.

### Institutionen

#### Wächterrat
Der Wächterrat prüft Gesetze und Kandidaten für politische Ämter auf Übereinstimmung mit den Prinzipien des Islam sowie auf Konformität mit der Verfassung. Durch sein umfassendes Vetorecht stellt er die wichtigste Institution zur Einflussnahme des Obersten Rechtsgelehrten dar. Der Wächterrat ist ein Gremium aus zwölf Mitgliedern, von denen sechs Juristen vom obersten Richter vorgeschlagen und durch das Parlament gewählt und sechs Geistliche durch den Obersten Rechtsgelehrten bestimmt werden.
In der Verfassung heißt es:

„Um Widersprüche zwischen den Beschlüssen [des Parlaments] und den islamischen Vorschriften oder der Verfassung zu verhindern, wird ein Wächterrat mit folgender Zusammensetzung gebildet:
1. 6 gerechte islamische Rechtsgelehrte […]; sie werden vom islamischen Führer bzw. Führungsrat gewählt.
2. 6 Juristen verschiedener Rechtsgebiete, die vom Obersten Richterrat aus der Reihe der muslimischen Juristen [dem Parlament] vorgeschlagen und von [ihm] gewählt werden.“

Der Wächterrat prüft alle vom Parlament beschlossenen Gesetze auf Konformität mit der Verfassung. Er kann sie für ungültig erklären. Die vom Obersten Rechtsgelehrten eingesetzten 6 geistlichen Mitglieder können unter Berufung auf Widersprüche mit den islamischen Prinzipien ein Veto gegen ein Gesetz einlegen. Dieses Veto kann vom Parlament nicht überstimmt werden; es verhindert, dass ein Gesetz rechtskräftig wird.

„Die Feststellung des Übereinstimmens der Beschlüsse [des Parlaments] mit den islamischen Vorschriften wird von der Mehrheit der islamischen Rechtsgelehrten des Wächterrates und hinsichtlich des Übereinstimmens mit dem Grundgesetz von der Mehrheit aller Mitglieder des Wächterrates getroffen.“

Der Wächterrat entscheidet auch über die Eignung der bei Wahlen antretenden Kandidaten. Er hat bis dato (Juni 2024) vielen Kandidaten die Teilnahme an den Wahlen verwehrt; dies erregt oft Unmut in der Bevölkerung. Häufig hat der Wächterrat als 'Begründung' behauptet, ein Kandidat hätte sich 'unislamisch verhalten'.

#### Islamisches Parlament
Das Islamische Parlament (Madschles Schora Eslami) wird alle vier Jahre unmittelbar vom Volk gewählt. Wahlberechtigt sind alle Iraner ab dem vollendeten 17. Lebensjahr. Wählbar sind nur die vom Wächterrat zugelassenen Kandidaten.
Das Parlament ist die gesetzgebende Institution Irans, wobei die Vereinbarkeit eines Gesetzes mit der islamischen Rechtstradition beachtet werden muss. Gesetzesvorschläge kommen von den Ministern oder den Abgeordneten selbst. Ein vom Parlament verabschiedetes Gesetz kann vom Führer an das Parlament zurückverwiesen werden, bis es seinen Vorstellungen entspricht.
Die vorletzte Parlamentswahl fand am 21. Februar 2020 statt und die letzte am 1. März und 10. Mai 2024.

#### Expertenrat
Der Expertenrat besteht aus 86 „tugendhaften und erfahrenen“ Geistlichen, mindestens mit dem religiösen Titel Hodschatoleslam, die für acht Jahre vom Volk nach Vorauswahl durch den Wächterrat gewählt werden.
Der Expertenrat tagt jährlich mindestens fünf Tage. Er wählt den Obersten Rechtsgelehrten, „überwacht“ seine Tätigkeit und kann ihn theoretisch auch wieder absetzen.

#### Schlichtungsrat
Zur Vermittlung zwischen Wächterrat und Parlament besteht ein Schlichtungsrat, dessen Mitglieder vom Obersten Rechtsgelehrten ernannt werden.

#### Sicherheitsrat
Den Obersten Rechtsgelehrten als Oberbefehlshaber der Streitkräfte unterstützt ein Sicherheitsrat.

## Justiz
In der Islamischen Republik Iran gilt das islamische Recht, die Scharia, ausgeformt durch das Strafgesetz der Islamischen Republik Iran.
Der Oberste Rechtsgelehrte ernennt den obersten Richter, der seinerseits den Generalstaatsanwalt ernennt. Es gibt verschiedene Gerichtszweige, darunter Revolutionsgerichte (für politische Delikte). Das Sondergericht für die Geistlichkeit (für Delikte von Klerikern) steht außerhalb der allgemeinen Gerichtsbarkeit und ist unmittelbar dem Obersten Rechtsgelehrten verantwortlich. Der oberste Richter ist Mitglied des Sicherheitsrates und ernennt im Zusammenwirken mit dem Parlament die sechs Juristen des Wächterrates.
Dem Justizsystem, insbesondere den Abteilungen 25 und 28 des Revolutionsgerichts mit den Richtern Abolqasem Salavati bzw. Mohammad Moghisseh, werden massive Menschenrechtsverstöße, Willkürurteile sowie Verstöße gegen die iranische Verfassung sowie gegen Prozess-Verfahrensvorschriften – insbesondere bei Prozessen gegen Demonstranten im Zusammenhang mit den Protesten nach den iranischen Präsidentschaftswahlen 2009 – vorgeworfen.

## Verwaltungsgliederung
Die Generalgouverneure der 31 Provinzen (Ostans) werden vom Innenminister mit Zustimmung des Ministerrats ernannt. Unter den Ostans gibt es (Stand 2016) 329 Schahrestans und 1057  Bakschs.